# Oust-Baleï
Pour les articles homonymes, voir Baleï.
Oust-Baleï (en russe : Усть-Балей) est un possiolok de l'oblast d'Irkoutsk en Russie. Se situant dans le raïon d'Irkoutsk, il se trouve dans la partie sud de l'oblast. Il fait partie avec trois autres localités de la municipalité d'Oust-Baleï. Sa population s'élevait à 308 habitants au 1er janvier 2012. Il tire son nom de la rivière Baleï, le nom du village signifiant littéralement « à [l'endroit de] l'embouchure de la Baleï ».

## Géographie

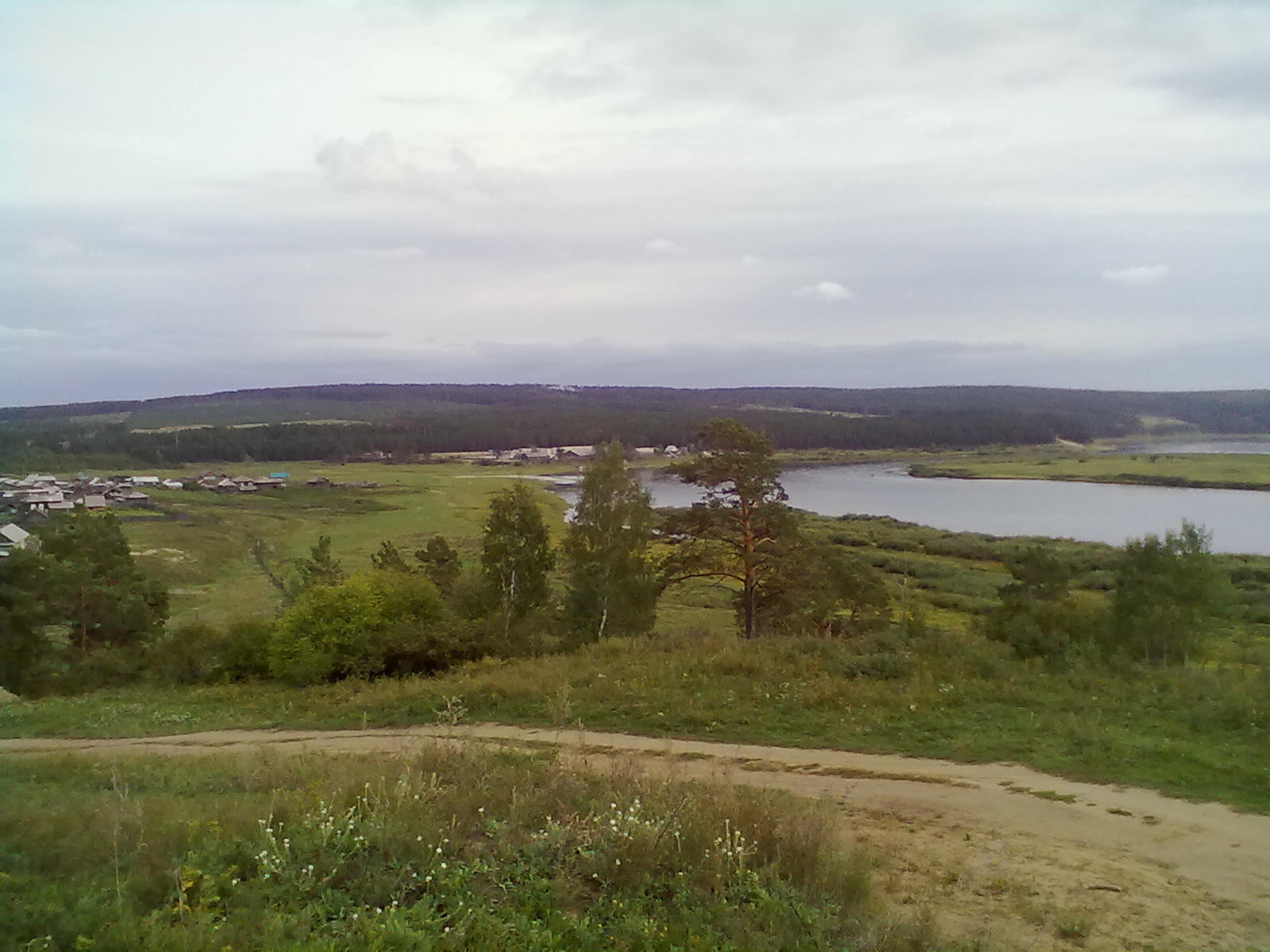
Le village et l'Angara.

La localité d'Oust-Baleï est située dans l'oblast d'Irkoutsk, un sujet de la Sibérie orientale en Russie. Mamakan se trouve ainsi dans le district fédéral sibérien, se trouvant à 1 402 km au sud-est de Novossibirsk, la capitale du district. Mamakan se situe aussi à 4 163 km à l'est de Moscou, ainsi qu'à 43 kilomètres au nord-est d'Irkoutsk, la capitale de son sujet.
Oust-Baleï est l'un des quatre-vingt-cinq localités du raïon d'Irkoutsk, un raïon du sud-est de l'oblast, et Irkoutsk en est son centre administratif (bien qu'il n'en fasse pas parti). Il fait partie de la municipalité d'Oust-Baleï (ru) avec trois autres localités : Byzovka (ru) ; Zorino-Bykovo (ru) et Ielovka (ru). Son centre administratif est Zorino-Bykovo, bien que portant le nom d'Oust-Baleï, et ce centre se trouve à 10 km au nord de la localité.
Le possiolok se trouve sur la rive gauche de l'Angara, l'émissaire du Baïkal qui se jette dans l'Ienisseï. Plus précisément, il se situe dans une petite plaine à l'endroit où la petite rivière Baleï se jette dans l'Angara. Même si entouré de collines, le village s'inscrit dans la partie méridionale de la plaine d'Irkoutsk-Tcheremkhovo, grande plaine dans l'oblast d'Irkoutsk. De l'autre côté de l'Angara et de ses îles fluviales se trouve la ville d'Angarsk.
Le village, possède un fort climat continental, typique de cette zone de Sibérie. La température annuelle moyenne de l'air varie entre −2,1 et 2,9 °C selon les années, la somme des températures supérieurs à 10 °C sur l'année est de 1 230 à 1 290 °C. La période sans gel est de 100 jours, tandis que l'hiver est modérément froid comparé à d'autres zones de Sibérie. La température moyenne de l'air en janvier est de 22–23 °C, avec un minimum absolu de −49 °C. La couche de neige se forme de manière stable à la mi-novembre, et la seconde moitié de l'été est très pluvieuse. En juillet, la température moyenne est de 15,8 à 17,7 °C, avec un maximum absolu de 37 °C.

## Histoire

### De 1699 à 1917
La fondation d'Oust-Baleï, alors nommé Baleïskoïe, remonte à la fin de 1699 ou au début de 1700, par des Polonais exilés en Sibérie. Ils construisirent une usine de verre, et en 1710, l'interprète de la localité avec les autorités russes de la région, le fils de boyard K. Zverev, construisit une chapelle en bois, mais qui brûla rapidement.
En 1731, son frère, V. Zverev, demanda à l'évêque Innocent d'Irkoutsk l'autorisation de construire une nouvelle chapelle en bois, et reçut une bénédiction. La chapelle ne fut finalement construite qu'entre 1882 et 1883, dédiée à Saint-Nicolas, et fut sacralisée le 9 mai 1883 par l'évêque Benjamin (ru).
Dans les années 1880, Nikolaï Viktovski découvrit des cimetières datant du Néolithique près du village.
En 1884, une école de zemstvo fut ouverte, qui obtenu un bâtiment en 1886. L'école fut dissoute après la révolution russe fin 1917.
En 1910, 111 ménages peuplait le village, pour une population totale de 659 personnes. Les habitants se consacraient surtout à l'agriculture, à la boulangerie et à la récolte du foin.
Jusqu'en 1917, le village possédait 3 moulins, une auberge, dont son propriétaire était un certain Chevtchenko.

### Depuis la révolution russe
Après la révolution russe, le village fut renommé Oust-Baleï, un selsoviet fut créé, puis une ferme collective nommée en l'honneur de Lénine. Jusqu'en 1942, le village et sa ferme collective possédait un forgeron, une cour à chevaux et des serres. L'élevage, dont de porcs, et l'agriculture étaient les principales activités du village.
Dans les années 1960, la ferme collective fut renommée Gorkhovski, en fusionnant avec d'autres fermes, en devenant le département n°7. Mais ce département de ferme collective dans la localité ferma en 1980, obligeant les ouvriers à aller travailler au village voisin de Ielovka (ru).
Jusqu'en 1973, le village était un selsoviet, possédant un siège dans un bâtiment de deux étages. Mais il brûla en 1973, et le siège fut transféré à Ielovka.
Depuis 2005, la localité fait partie de la municipalité d'Oust-Baleï, siégeant à Zorino-Bykovo (ru).
Une partie du village est classifiée comme monument naturel d'ordre paléontologique.

## Démographie
Recensements (*) et estimations de la population,,, :
| 1910 | 2002 * | 2010* | 2012 |
| ---- | ------ | ----- | ---- |
| 659  | 263    | 306   | 308  |

En 2002, sur les 263 habitants, 98 % étaient Russes.

## Économie, culture et transports
Aujourd'hui, l'agriculture est la principale activité du village, avec aussi une carrière de sable à la sortie du village. Il y a une école ainsi qu'un bureau de poste.
En termes de transports, le village est desservie par la 25N-095, route régionale allant d'Irkoutsk à Bokhan et Ossa dans le centre de l'oblast (rive orientale de l'Angara). À Irkoutsk se trouve une gare, un aéroport, ainsi que les routes fédérales R255 et R258, la première allant vers Novossibirsk, la seconde vers Tchita.

## Galerie

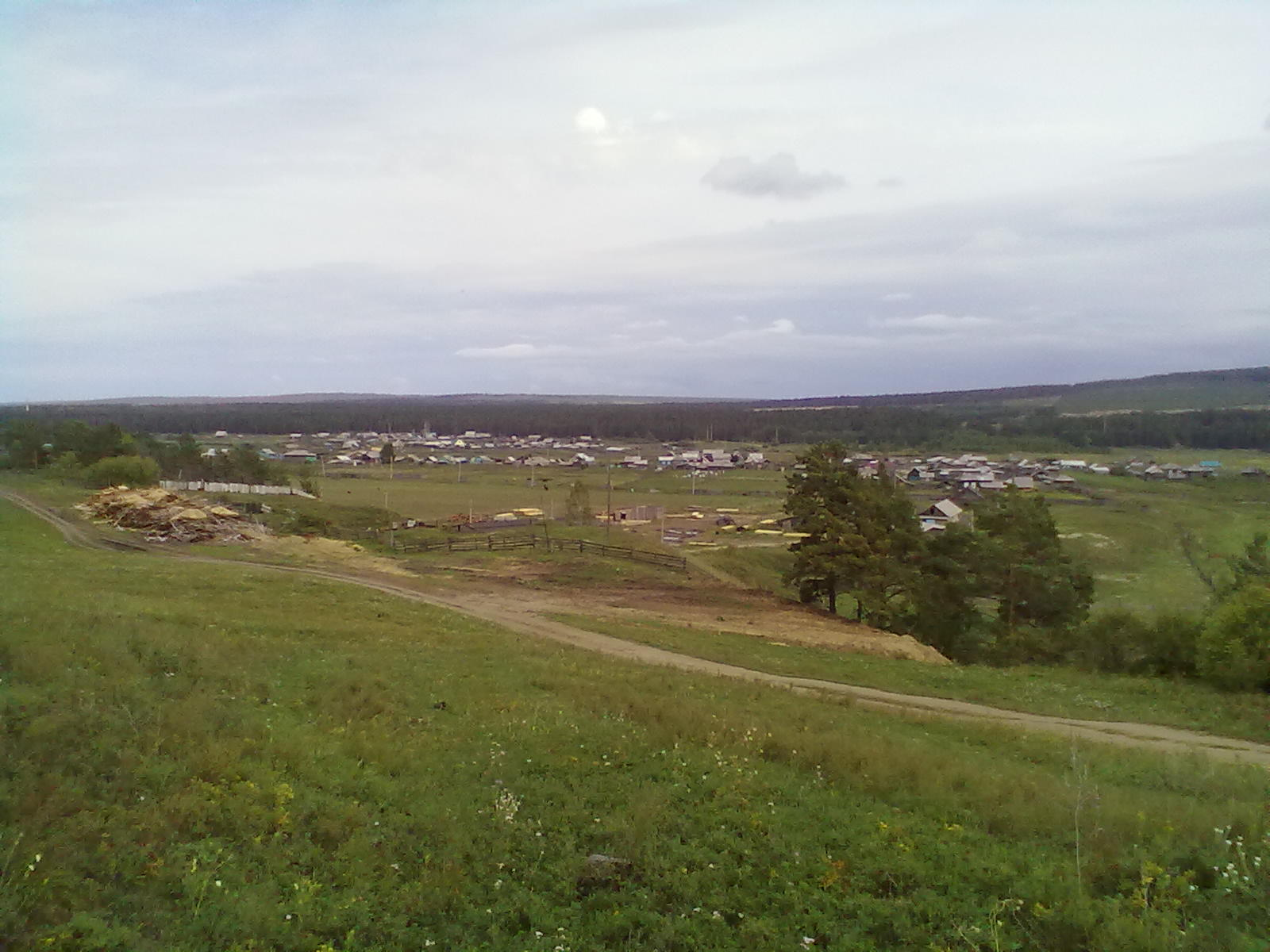
Vue du village.
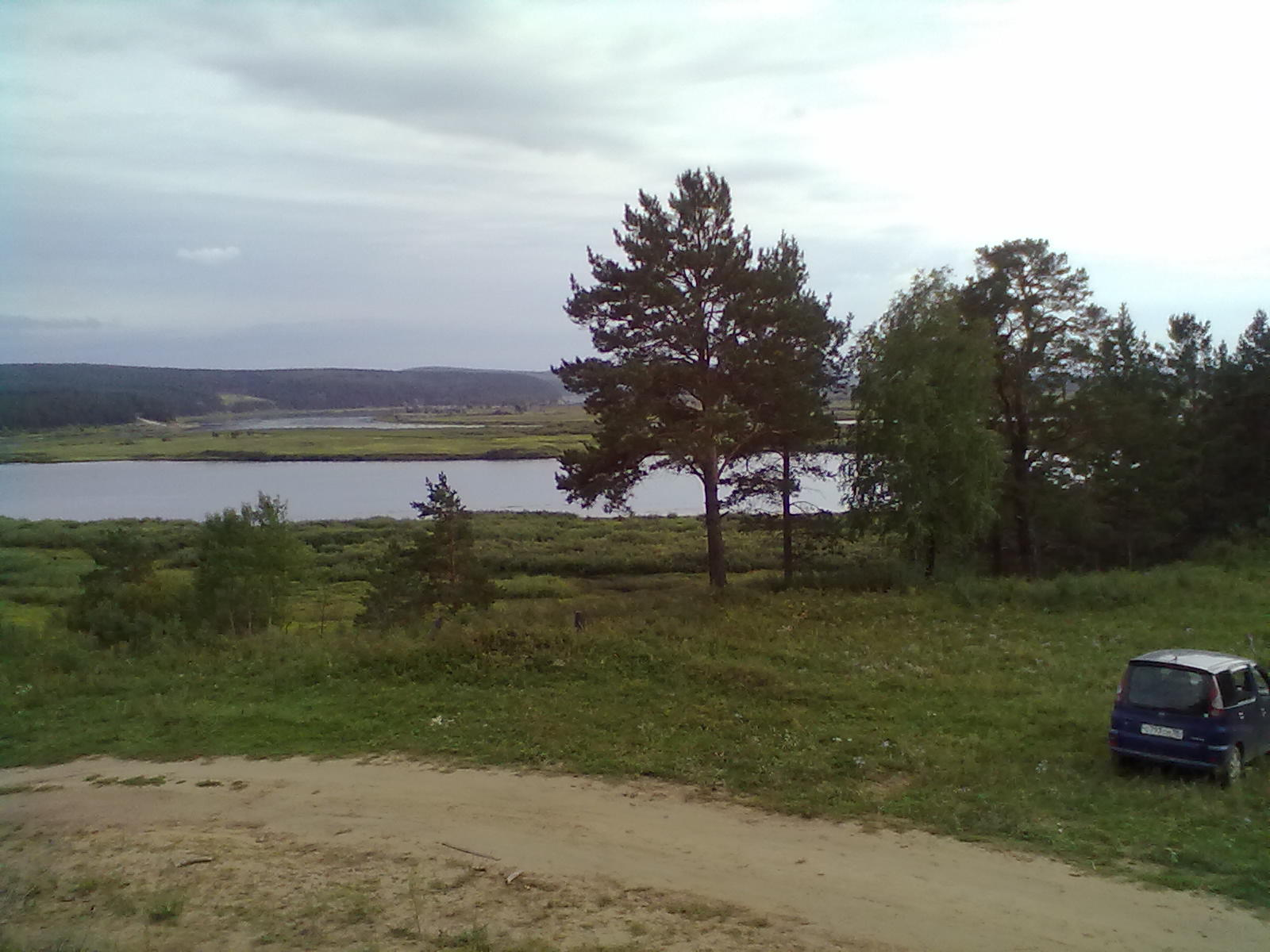
L'Angara.

### Documentation
: document utilisé comme source pour la rédaction de cet article.
- (ru) Administration de la municipalité d'Oust-Baleï, ВНЕСЕНИЕ ИЗМЕНЕНИЙ В ГЕНЕРАЛЬНЫЙ ПЛАН УСТЬ-БАЛЕЙСКОГО МУНИЦИПАЛЬНОГО ОБРАЗОВАНИЯ ИРКУТСКОГО РАЙОНА ИРКУТСКОЙ ОБЛАСТИ | КАРТА ГРАНИЦ НАСЕЛЕННЫХ ПУНКТОВ, ВХОДЯЩИХ В СОСТАВ ПОСЕЛЕНИЯ. | КАРТА ФУНКЦИОНАЛЬНЫХ ЗОН ПОСЕЛЕНИЯ М 1:25 000 [« INTRODUCTION DE MODIFICATIONS AU PLAN DIRECTEUR DE LA MUNICIPALITÉ D'OUST-BALEÏ DU RAÏON D'IRKOUTSK DE L'OBLAST D'IRKOUTSK | CARTE DES FRONTIÈRES DES LOCALITÉS INCLUSES DANS LA MUNICIPALITÉ. | CARTE DES ZONES FONCTIONNELLES DE L'ÉTABLISSEMENT М 1:25 000 »] (lire en ligne)